# Sindrome di Dejerine-Sottas
La sindrome di Dejerine-Sottas (Dejerine-Sottas Syndrome, DSD) è una neuropatia sensitivo-motoria ereditaria (Hereditary Motor and Sensory Neurophaty, HMSN) spesso descritta come sindrome di Charcot-Marie-Tooth di tipo 3. Si trasmette per modalità autosomico recessivo benché sia stata descritta una trasmissione autosomico dominante.

## Eponimo
Il nome deriva da Joseph Jules Dejerine e Jules Sottas.

## Patogenesi
La DSD è una grave polineuropatia demielinizzante dovuta ad una mutazione dei geni MPZ, PMP22, PRX e EGR2.

## Profilo clinico
La DSD è caratterizza da debolezza muscolare ingravescente e perdita della sensibilità somestesica nelle porzioni prossimali del soma. Tali fenomeni si realizzano in età infantile, con un pattern progressivo che porta fino alla completa incapacità di deambulazione. Le principali manifestazioni sono:
- Debolezza muscolare
- Perdita di sensibilità prossimale e poi distale
- Dolore e parestesie delle estremità
- Deformità dei piedi
- Areflessia
- Atassia

Più raramente si può manifestare ipoacusia e anisocoria

## Profilo diagnostico
La presenza di ispessimento delle porzioni distali dei nervi periferici e talora dei nervi cranici, secondario ad ipertrofia del tessuto connettivo interstiziale, è suggestiva per questa sindrome. Questo reperto, associato ad un adeguato riscontro anamnestico, consente di indirizzare verso lo svolgimento di una ibridazione fluorescente in situ (FISH) per la ricerca di mutazioni a carico di PMP22 o degli altri geni coinvolti.